# Pedro Lisimaco de Jesús Vilchez
Pedro Lisímaco de Jesús Vílchez, (Jinotega el 19 de mayo de 1929 - 19 de febrero de 2013) fue el primer obispo y obispo emérito de la diócesis de Jinotega.

## Biografía
Nació en Jinotega, el 19 de mayo de 1929. Hijo de Fidel Vílchez Zelaya y Pastora Vílchez. Fue bautizado en la parroquia San Juan de Jinotega por el presbítero Alberto Valencia, el 30 de junio de ese mismo año.

## Estudios
Estudio su primaria en Jinotega, comenzó su secundaria en el colegio Rubén Darío de Managua, donde cursó su primer año. Para ese entonces se presentó con el obispo de Matagalpa, monseñor Isidro Arnulfo Oviedo, para manifestarle su inquietud vocacional. Él lo aceptó y lo mandó a estudiar su segundo año de secundaria en el colegio Don Bosco de Granada, donde conoció a Miguel Obando y Bravo. Los siguientes 10 años los estudio en el seminario San José de la montaña, regentado por los padres Jesuitas, donde finalizó sus estudios de secundaria así como los estudios en filosofía y teología.

## Ordenación
Fue ordenado sacerdote el 6 de febrero de 1955 en la Catedral San Pedro de Matagalpa por monseñor Octavio Calderón y Padilla. Sus primeros años estuvo como presbítero de la Catedral de Matagalpa, además fue nombrado responsable del colegio San Luis de esa ciudad. Luego en 1960 logró una beca para estudiar Derecho Canónico en la Universidad Gregoriana de Roma, Italia, culminando en el año de 1962.

### Obispo
El 24 de julio de 1982 llega a Jinotega y se hace cargo de la prelatura y el 6 de septiembre de 1984 es consagrado como primer obispo de Jinotega en el Catedral San Juan, a manos de monseñor Andrea Cordero Lanza Di Montezemolo y sus Co-Consagradores monseñor Miguel Obando y Bravo, Arzobispo de Managua y monseñor Julian Luis Barni Spotti. Donde promovió el movimiento de renovación carismática y cursillos de cristiandad.
Dirigió la diócesis en tiempos duros de guerra, en medio de combates, emboscada y tiroteos, lidiando con células organizadas que atentaron contra su vida y contra la del padre Odorico D'Andrea.
Además formó los delegados de la palabra, catequistas y retiristas; fundo Caritas Diocesanas de Jinotega y varias capillas con ayuda del gobierno de Alemania, promoviendo siempre la educación en las zonas más recónditas de ese departamento.
El 24 de junio de 2005 entregó la diócesis de Jinotega, a su sucesor monseñor Carlos Enrique Herrera Gutiérrez.

## Fallecimiento
Falleció el martes 19 de febrero de 2013 a las 8:15 a. m. a los 83 años de edad. En el hospital Victoria Motta de Jinotega, donde fue llevado de urgencias la tarde del lunes 18 de febrero, después de dos años continuos de delicada salud. Sus restos descansan en la Catedral de Jinotega